# Ricardo Fantasia
Anibal Ricardo Fantasia (San Cayetano, 17 febbraio 1952) è un giocatore di biliardo argentino.
Premio Konex 1980. Giocatore di biliardo specializzato nei 5 birilli. All'età di 16 anni, ha fatto il suo debutto nazionale nel Torneo dei Campioni, dove ha ottenuto il primo posto. Nello stesso anno vince il Campionato Argentino a coppie svoltosi a Santa Fe. Nel 1970 rappresenta l'Argentina ai Giochi Rioplatenses, ottenendo il titolo individuale e di coppia. Dal 1969 al 1987 ha vinto a livello individuale e in coppia circa più di 40 titoli tra campionati argentini, tornei campionati e tornei rioplatensi, tra gli altri. 
È stato il primo giocatore di 5 birilli a vincere l'Olimpia de Plata (1978). Ha partecipato a 5 tornei e campioni del mondo di 5 birilli in Italia nel 1981, 1988 e 1997. Nel 1999 è stato insignito dell'11° Sea Wolf for Sport and Culture.

## Campione del mondo
Vince il titolo mondiale individuale di 5 birilli, nella provincia di Córdoba nel 1978.E' vicecampione nel 1980, a Necochea.